# Horacio Iglesias
Horacio Alfredo Iglesias Baseil, född 1 januari 1903 i Buenos Aires, var en argentinsk bobåkare. Han deltog vid olympiska vinterspelen i Sankt Moritz 1928. Hans lag kom på femte plats.